# Боричевский, Евгений Иванович
Евгений Иванович Боричевский (бел. Яўген Іванавіч Барычэўскі; Криптоним: Е.Б.; 12 декабря 1883, Минск — 12 сентября 1934) — советский и белорусский литературовед и переводчик, а также профессор (1928).

## Биография
Родился в семье нотариуса. Окончил Минскую классическую гимназию (1903), поступил в Берлинский университет, в 1904 перевёлся на историко-филологический факультет Московского университета, который окончил в 1910. Получил золотую медаль за выпускную работу «Реализм Гартмана».
Работал в Московском университете, преподавал русскую литературу в средних учебных заведениях Москвы, занимался научно-литературной деятельностью, печатал статьи и исследования в московских журналах и газетах. С осени 1918 предназначен ученым секретарем Музейного отдела Наркомпроса. В начале 1922 приглашен на работу в БГУ. Работал в Минской центральной партийной школе (1924-1927), в Инбелкульте и Институте литературы и искусства АН БССР (1927-1933). Профессор.

## Научная деятельность
Писал на белорусском и русском языках. В 1922 году в Москве вышла составленная Е. Боричевского книга «Мир искусства в образ». В 1927 году в Минске изданы работы «Теория сонеты» и «Поэтика литературных жанров», которые наиболее глубоко в тогдашнем белорусском литературоведении объясняли природу искусства в его взаимосвязи с социально-историческими и общественными явлениями.
Статьи и исследования по вопросам поэтики и эстетики, посвященные творчеству Я. Купалы, Я. Коласа, М. Богдановича, М. Горецкого, русских, немецких, французских писателей, печатались в «Трудах Белорусского государственного университета», в журналах  «Маладняк», «Узвышша», «Полымя», «Трыбуна мастацтва». Автор пособия для студентов-заочников «Паэтыка. Курс для завочнага педфаку» (1929-1930). Участвовал в подготовке Собрания сочинений М. Богдановича в 2 т. (1927-1928).